# Refshaleøen
Refshaleøen er en ø i Københavns Havn, der fra 1872 til 1996 var hjemsted for skibsværftet Burmeister & Wain. I dets storhedstid beskæftigede skibsværftet 10.000 medarbejdere, og øen fremstår i dag som et ikon i dansk industrihistorie. Skibsværftet begyndte sin historie som maskinfabrikken Baumgarten & Burmeister på Christianshavn i 1846. Fabrikken producerede bl.a. motorer, kedler og centrifuger, men i 1858 stod virksomheden bag det første danskbyggede, dampdrevne jernskib. Fabrikken var da i rivende udvikling og havde brug for mere plads. Før 1872 bestod dette område i Københavns Havn af sandbanker, men Københavns Havnevæsen fyldte tonsvis af jord på det flade område, og i 1872 var der dermed skabt nyt land med plads til de første bygninger.
Efter B&Ws konkurs i 1996 blev Refshaleøens Ejendomsselskab etableret, som nu står for udlejning af lokaler på øen. I dag huser øen bl.a. arbejdspladser, gallerier, strandbar og restauranter. De to tidligere B&W haller indeholder også Det Kongelige Teaters lager og en paintball-bane. Ligeledes afholdes der årligt festivaler som bl.a. Copenhell og Distortion på øen.
I maj 2014 blev Eurovision Song Contest afholdt i B&W Hallerne. I forbindelse med arrangementet var der en del offentlig debat, idet bygningerne og området omkring blev ombygget og renoveret for at kunne afholde musikkonkurrencen. Efterfølgende måtte forbedringerne dog tilbageføres, da der var brugt offentlige penge, og det blev set som ulovlig støtte, hvis det blev bibeholdt.
Refshaleøen ejes i dag af Refshaleøens Ejendomsselskab A/S, som ejes af de fire pensionskasser Sampension, PKA, Pensam og PFA Pension. Selve grundarealet på øen er 500.000 kvm. I 2013 indgik øen et samarbejde med Samsø Energiakademi og energiselskabet SE Big Blue, der skal skabe Københavns første CO2-neutrale bydel på øen.
Refshaleøen er i dag i hastig forandring. Området indeholder i dag koncertsteder, gourmetrestauranter, sportsfaciliteter, kunstgallerier og flere mindre virksomheder. På øens østlige side har rumfartsprojektet Copenhagen Suborbitals hjemsted. I april 2011 åbnede Københavns Yacht Service Danmarks første yachtgarage på øen – en indendørs marina til motorbåde.